# 化学平衡

ビュレットは平衡定数を求めるための滴定実験で利用される器具である

化学平衡の状態（かがくへいこうのじょうたい、英: chemical equilibrium）あるいは反応の平衡状態（はんのうのへいこうじょうたい、英: equilibrium state）とは、可逆反応において、正反応の反応速度と逆反応の反応速度が等しくなることで、実際には両方の反応が起きているにもかかわらず、見かけ上、反応が止まっているように見える状態のことである。
ある反応が化学平衡の状態にあるとき、その反応の『反応物』と『生成物』の組成比は、巨視的に変化しない。
化学平衡の中には、一般的な化学平衡のほかに、気液平衡、電離平衡、分配平衡、溶解平衡、動的平衡、静的平衡などの特別な化学平衡もあり、さまざまな種類がある。

## 例
例として水中での酢酸の解離を挙げる。反応式は
{\displaystyle {\ce {CH3COOH <=> CH3COO- + H+}}}
であり、各成分のモル濃度を [ ] で示すと平衡定数 Kc は
{\displaystyle {\mathit {K}}_{c}={\frac {{\ce {[CH3COO^-][H+]}}}{{\ce {[CH3COOH]}}}}}
で表される。
このプロセスを個々の分子レベルで見ると次のようになる。
酢酸分子は水分子と衝突するとルイス塩基である水にプロトンを渡し、酢酸イオンとオキソニウムイオンとを生成する（順方向反応）。
{\displaystyle {\ce {CH3COOH + H2O -> CH3COO- + H3O+}}}
一方、酢酸イオンとオキソニウムイオンとが衝突するとオキソニウムイオンはルイス塩基である酢酸イオンにプロトンを渡し、酢酸と水になる（逆方向反応）。
{\displaystyle {\ce {CH3COO- + H3O+ -> CH3COOH + H2O}}}
水に酢酸を投入すると酢酸は初期濃度から、酢酸イオン濃度とオキソニウムイオン濃度は0からスタートする（正確を期すと、オキソニウムイオン濃度は 10−7 mol/L ≃ 0 からスタートする）。水は溶媒でふんだんに存在するので、順方向反応は（未解離の）酢酸濃度に比例した速度で進行する。言い換えると当初は酢酸が多量で速度が早いが、酢酸濃度が減るとともにその速度を減じる。
一方、酢酸イオン濃度とオキソニウムイオン濃度は順反応が進展すると共に増加し、これらの濃度が低いために起こりにくかった逆反応も発生するようになる。言い換えると、酢酸イオン濃度とオキソニウムイオン濃度の積に比例して逆反応の速度は増加する。
順反応と逆反応の速度はそれぞれ違うので、固有の構成濃度比の処で順反応と逆反応がマクロ的に相殺することになり、これが平衡状態である。
次に温度の寄与であるが、順反応も逆反応もアレニウスの式にしたがって温度依存的に変化する、しかしその変化は同様ではないため平衡定数 K は温度に依存して変化する。
一般に解離定数（平衡定数）は pKa = −log10 Ka の関係式で表される対数表記で表されることが多い。

## 平衡定数
化学平衡状態における、反応物のモル濃度積を分母とし、生成物モル濃度積を分子とした平衡状態での構成比を平衡定数（へいこうていすう、へいこうじょうすう、英: equilibrium constant）と呼ぶ。
質量作用の法則（化学平衡の法則）で説明できる系において、一般式
{\displaystyle a_{1}\mathrm {A} ^{1}+a_{2}\mathrm {A} ^{2}+...+a_{n}\mathrm {A} ^{n}~\rightleftharpoons ~b_{1}\mathrm {B} ^{1}+b_{2}\mathrm {B} ^{2}+...+b_{n}\mathrm {B} ^{n}}
で表される可逆反応について、正反応 "{\displaystyle \rightharpoonup }" と逆反応 "{\displaystyle \leftharpoondown }" の反応速度はそれぞれ、
正反応：{\displaystyle \,v_{1}=k_{1}[\mathrm {A} ^{1}]^{a_{1}}[\mathrm {A} ^{2}]^{a_{2}}...[\mathrm {A} ^{n}]^{a_{n}}}
逆反応：{\displaystyle \,v_{2}=k_{2}[\mathrm {B} ^{1}]^{b_{1}}[\mathrm {B} ^{2}]^{b_{2}}...[\mathrm {B} ^{n}]^{b_{n}}}
と近似される。ここで [ "物質名" ] はその物質のモル濃度であり、{\displaystyle k_{1}}, {\displaystyle k_{2}} は反応速度定数と呼ばれる。化学平衡に達したときは両方の反応速度が等しくなっている ({\displaystyle v_{1}=v_{2}}) ため、次式が成立する。
{\displaystyle k_{1}[\mathrm {A} ^{1}]^{a_{1}}[\mathrm {A} ^{2}]^{a_{2}}...[\mathrm {A} ^{n}]^{a_{n}}=k_{2}[\mathrm {B} ^{1}]^{b_{1}}[\mathrm {B} ^{2}]^{b_{2}}...[\mathrm {B} ^{n}]^{b_{n}}\,.}
これを、各物質のモル濃度を左辺に、反応速度定数 k 1, k2 を右辺にまとめて整理すると、
{\displaystyle {\frac {[\mathrm {B} ^{1}]^{b_{1}}[\mathrm {B} ^{2}]^{b_{2}}...[\mathrm {B} ^{n}]^{b_{n}}}{[\mathrm {A} ^{1}]^{a_{1}}[\mathrm {A} ^{2}]^{a_{2}}\dots [\mathrm {A} ^{n}]^{a_{n}}}}={\frac {k_{1}}{k_{2}}}}
定温下では {\displaystyle k_{1}}, {\displaystyle k_{2}} は一定であるから、{\displaystyle k_{1}/k_{2}} も一定となる。
反応速度定数の比 {\displaystyle K_{c}=k_{1}/k_{2}} を平衡定数と呼ぶ。特に濃度比によって定義されるので、濃度平衡定数 (英: concentration equilibrium constant) という。
単に平衡定数 {\displaystyle K} という場合、特に断りない限りは濃度平衡定数 {\displaystyle K_{c}} を指す。

### 例
例えば、
{\displaystyle {\ce {2A + B <=> 3C}}}
と表せる化学反応の平衡定数は
{\displaystyle K_{c}={\frac {{\ce {[C]^3}}}{{\ce {[A]^2[B]}}}}}
となる。
このとき、化学反応式の左辺から右辺への反応が正反応とみなされる。同じ反応を左右逆に
{\displaystyle {\ce {3C <=> 2A + B}}}
と表した場合の平衡定数は
{\displaystyle K'_{c}={\frac {{\ce {[A]^2[B]}}}{{\ce {[C]^3}}}}}
と、元の逆数となる。

### 平衡定数の性質
同一の反応について、温度さえ一定であれば、最初の各物質の濃度をどのように変化させても、平衡定数 {\displaystyle K_{c}} の値は変化しない。その単位は反応の次数によって異なる（例：mol · L−1, mol2 · L−2）。

### 圧平衡定数
濃度平衡定数 {\displaystyle K_{c}} の他に分圧比を用いて圧平衡定数 (英: pressure equilibrium constant) {\displaystyle K_{p}} が定義できる。
気体反応の場合、濃度よりも圧力のほうが測定しやすいため、各成分気体の分圧を用いて平衡定数を定義することが多い。
例えば、反応
{\displaystyle {\ce {N2 + 3H2<=> 2NH3}}}
の場合、平衡時の {\displaystyle {\ce {N2}}}, {\displaystyle {\ce {H2}}}, {\displaystyle {\ce {NH3}}} の分圧 {\displaystyle P_{i}} を用いて
{\displaystyle K_{\mathrm {p} }={\frac {P_{\mathrm {NH} _{3}}^{2}}{P_{\mathrm {N} _{2}}P_{\mathrm {H} _{2}}^{3}}}}
と表される。

## 平衡定数と反応の向き
ある可逆反応
{\displaystyle {\ce {{\mathit {a}}A\;\mathrm {+} \;{\mathit {b}}B<=>{\mathit {c}}C}}}
について、そのときの A, B, C の濃度の測定値を用いて平衡定数を推定することを考える。
{\displaystyle K_{\mathrm {c} }={\frac {[\mathrm {C} ]^{c}}{[\mathrm {A} ]^{a}[\mathrm {B} ]^{b}}}}
平衡定数の推定値 Kc が与えられたとき、それ以前に得られた推定値 K′c が Kc よりも小さかったとする。これは平衡状態ではないので、この K′c を大きくする向きに反応が進む。この場合、正反応が進んで平衡状態に達する。
このように、各物質のある時点での濃度から、反応がどちらへ進むかは、二つの時刻における平衡定数の推定値 K′c, Kc の大小関係から判断することができる。
- {\displaystyle K_{\mathrm {c} }'>K_{\mathrm {c} }} なら、逆反応 "{\displaystyle \leftharpoondown }" が進み平衡へ近づく
- {\displaystyle K_{\mathrm {c} }'\simeq K_{\mathrm {c} }} なら、化学平衡状態
- {\displaystyle K_{\mathrm {c} }'<K_{\mathrm {c} }} なら、正反応 "{\displaystyle \rightharpoonup }" が進み平衡へ近づく

系の平衡定数は、複数回の測定で平衡定数の推定値がある値の範囲に収まったとき、その範囲に含まれる代表点の値によって決定される。

### 平衡移動
{\displaystyle {\ce {N2 + 3H2 <=> 2NH3}}}
で表される反応が化学平衡に達しているとき、温度を上げると NH3 が分解する方向へ、圧力を上げると NH3 が生成する方向へ反応が進んで新たな化学平衡へ達する。
可逆反応が平衡にあるときに平衡を支配する条件は、温度、圧力、濃度であり、これらを変化させると一方への反応が進み新たな平衡状態に達する。このような、新たな平衡状態に変化することを、平衡移動または化学平衡の移動という。
平衡移動に関しアンリ・ルシャトリエは、実験を繰り返し次の結果を得た。
「可逆反応が平衡にあるとき、外部から平衡を支配する条件（温度、圧力、濃度の組み合わせ）を変化させると、その影響を緩和する方向へ平衡が移動し、新しい平衡状態となる」
これがルシャトリエの原理と呼ばれるものである。この原理は化学平衡だけでなく、気液平衡や溶解平衡など、化学変化を伴わない物理的な平衡にも当てはまる普遍的な法則である。
化学反応を利用してある物質を効率よく製造したい場合、反応速度を上げるだけでなく、平衡を求める反応に対して有利な方向に移動させることも重要な条件となる。

#### 平衡移動の例
- 濃度変化（溶液の場合）

ある物質の濃度を変化させたとき、その物質の濃度変化を打ち消す向きに平衡が移動する。このことを利用し、特定の自分が必要となる物質を反応系から除外すれば（気体や沈殿として発生させるなど）、自分の求める反応を連続して起こすことができる。したがって可逆反応を不可逆反応として反応させられる。
- 圧力変化（気体の反応）

圧力の変化による平衡の移動の向きを知るには、反応式の左辺と右辺の総モル数を比べればよい。圧力を上げると合計のモル数が少ないほうへ平衡が移動する。このことから、反応式の両辺のモル数が等しい場合、平衡移動は起こらない。
例:上記のアンモニアの反応においては、左辺が 4 mol、右辺が 2 mol であるから、圧力を上げると平衡は右へ、圧力を低下させると平衡は左へ移動する。
- 温度変化

吸熱あるいは発熱反応をする場合、温度を変化させた場合その変化を打ち消す向きに平衡が移動する。

#### ルシャトリエの原理についての注意

##### 適用できる変数
ルシャトリエの原理における外部から平衡を支配する条件は示強変数 (英: intensive variable) と呼ばれる。示強変数とは系のスケールによらない変数のことで、圧力、温度、物質の濃度などが示強変数に含まれる。
一方で質量、体積、物質量などの変数は系のスケールに依存し、示量変数 (英: extensive variable) と呼ばれる。
ルシャトリエの原理で言及されているのは示強性変数の変化に対する性質であり、示量変数の変化には適用できない。このことは例えば、一般に反応速度は示強変数にのみ依存し示量変数に依存しないという事実によって示される。示量変数を変化させた場合についてルシャトリエの原理を拡張するには、その示量変数に対応する示強変数の変化を考える。例えば体積の変化に対応しては圧力が変化し、体積を減少させる ⇒ 圧力を増加させる、体積を増加させる ⇒ 圧力を減少させると読み換えてルシャトリエの原理を適用することができる。

##### 示強変数の操作
ルシャトリエの原理において、圧力を加えると、圧力が減少する向きへ平衡が移動する。しかし、圧力を加える際に周囲との熱の出入りがないほど急激に圧縮すると、断熱圧縮によって反応系の温度が上昇してしまう。このとき、圧力と温度の 2 つの変数が変化することになる。しかし、ルシャトリエの原理では 1 つの変数に対する操作に対する性質しか言及されておらず、このままでは平衡が移動する方向は決められない。
圧力を操作する際に、断熱圧縮によって生じる温度変化などを無視することができれば、操作の前後で変化する示強変数は圧力のみであるため、ルシャトリエの原理を適用することができる。そのためには圧力を充分ゆっくりと変化させればよい。このことは圧力に限らず一般の示強変数に対しても同様である。
環境の温度を上昇させ反応系へ熱を加えると、ルシャトリエの原理が成り立つために、温度が減少する向きへ平衡が移動する。しかしこのことは、はじめの状態よりも温度が下がった状態で平衡に達するということではなく、加えた熱の一部が反応熱として吸収されるということである。平衡に達したときの反応系の温度は、あくまで環境の温度に等しいことに注意しなければならない。

##### 内部変数と外部変数
試験管の中に二酸化窒素 NO2 と四酸化二窒素 N2O4 をつめて熱湯につけたら、化学平衡はどのように移動するだろうか。
{\displaystyle {\ce {2NO2 <=> N2O4}}}, {\displaystyle \Delta _{\mathrm {r} }H=+57.5~\mathrm {kJ/mol} }
NO2 と N2O4 の反応は上記の反応式で表される。体積一定で加熱するのだから、温度も上昇するが圧力も上昇する。結論から言えば、このとき褐色が濃くなり、左方向へ平衡が移動する。
ルシャトリエの原理によると、温度が上がると平衡は吸熱方向 "{\displaystyle {\ce {<-}}}" へ移動するはずだが、一方で圧力が上がると、平衡は気体の分子数が減る方向 "{\displaystyle \rightharpoonup }" へ移動するはず、という一見矛盾した結果が示される。実験結果では、左方向へ平衡が移動したので、加熱した場合には、温度変化の影響がそれに伴う圧力増加の影響を上回っていたことが分かる。
加熱という外部条件の変化に対してルシャトリエの原理を適用するのは良いが、加熱によって生じる圧力増加という内部条件の変化に対してルシャトリエの原理を適用すると、右方向へ平衡が移動するという誤った結論が導かれる。外部条件の変化に伴う内部条件の変化の影響を外部条件の変化の影響が必ず上回るので、外部条件の変化に対してのみルシャトリエの原理を適用しなければならない。

#### 応用

##### ハーバー＝ボッシュ法
ハーバー＝ボッシュ法は平衡の移動を化学工業に応用して成功した例として知られている。
{\displaystyle {\ce {N2 + 3H2 <=> 2NH3}}}, {\displaystyle \Delta _{\mathrm {r} }H=+93~\mathrm {kJ/mol} }
この反応は可逆反応であり、アンモニアを得るためには、この反応の平衡を右へ移動させなければならない。このとき、ルシャトリエの原理を利用してアンモニアを合成することを考えたい。
ルシャトリエの原理によれば、平衡を移動させられる変更可能な条件は、温度、圧力、濃度である。
- 温度を変化させる

本反応は発熱反応であるため、平衡を右に移動させるためには、低温で反応させるべきである。
- 圧力を変化させる

反応により分子数が減少するため、平衡を右に移動させるためには、高圧で反応させるべきである。
しかし、この化学平衡から導かれる帰結に従い、低温であればあるほど、高圧であればあるほど、効率的にアンモニアを合成できるということにはならない。
その理由について、まず反応温度の影響を述べる。窒素と水素の反応は極めて遅く、反応を起こさせるには大変な高温を必要としてしまう。そこで、触媒を用いる必要がある。ミタッシュは数多ある触媒のなかから、この反応に適する触媒として四酸化三鉄 Fe3O4 を主成分とする二重促進鉄触媒を見つけ出した。しかしながら、この触媒を用いたとしても、平衡を有利にするために、低温（400 ℃ 以下）で反応させると、反応速度が不十分であり、NH3 が出来るまで多大な時間を要する。そこで、もう少し高温（500 ℃ 程度）で反応させると、収率は少し減るものの、短時間でアンモニアが生成するので、反応後、未反応原料を回収し、再び反応に用いる方がより経済的である。
次に圧力の影響を述べる。高圧にさせるためには、反応を起こす容器がその圧力に耐えなければならないが、強度の高い反応器を設計し、高圧で運用するためには多大なコストがかかってしまう。よって、工業的には、300 – 500 atm 程度で運用されている。
さらに、まだ変化させていない条件（濃度）を変化させる為に反応の途中で適宜アンモニアを取り出すことで、逆反応を起こりにくくしアンモニアを効率的に合成している。

#### 補足

##### 温度と反応速度
温度は、反応速度にかかわる大きな要素である。例えば、10 ℃ 上昇するごとに反応速度が 3 倍になる反応があり、今 500 ℃ で 10 分で平衡に達するとすれば 300 ℃ で {\displaystyle 3^{20}\simeq 3.5\times {10}^{9}} 倍もの時間がかかるので、200 ℃ の違いで 10 分の反応が 7 万年もの時間が必要となり実用的ではなくなってしまう。

##### 水素脆性
水素 H2 は高温・高圧下で、通常の鋼の中にある炭素と反応しメタン CH4 として、取り除かれてしまうために、鋼の強度が低下し（水素脆性）爆発してしまうことがある。カール・ボッシュは、内側には炭素をほとんど含まない軟鉄で H2 との反応を抑えて、外側には炭素を多く含んだ鋼鉄で強い圧力を支えるという、特殊な NH3 合成用の特殊な二重鋼管を開発しこの問題を解決した。

## 反応に固体を含む平衡
固体には流動性がないことから、固相と気相で起こる固 - 気複相反応、あるいは固相と液相で起こる固 - 液複相反応では固相の表面積や形状が反応速度に大きな影響を与える。あるひとつの可逆反応のみが起こる系では十分長い時間が経過すれば固 - 気反応であってもいつかは平衡状態に達するのだが、その反応が固相の形状変化をともなう場合には順反応と逆反応の速度が釣り合うまでの過程の速度論や、平衡状態そのものを実験により評価することは難しくなる。
無機化合物への配位子の脱着反応のうちで格子構造の変化が小さい場合や、あるいはガスクロマトグラフィーなどで利用されるような固相表面への吸着作用について定量的な評価が行われている。

### 無機化合物への配位子の脱着
塩化コバルト(II) (CoCl2) は、水を脱着してその色を変わることでよく知られる化合物である。この塩はアンモニアを配位子として可逆的に脱着することもできる（下式）。
{\displaystyle {\ce {CoCl2 . 2NH3(solid) + 4NH3(gas) <=> CoCl2 . 6NH3(solid)}}}
ここで温度とアンモニアの圧力を制御しながらコバルト塩の重量を測定することで、上式の変換率およびその時間変化を評価できる。Ternan らの詳細な検討によると、一定（例: 104 kPa）の圧力の雰囲気下にコバルト塩を置き系の温度をゆっくり昇降させると、高温側では軽い CoCl2·2NH3 が、低温側では重い CoCl2·6NH3 が優位となる。
このとき塩の重量と温度変化をプロットすると、昇温時と降温時でプロット曲線が重ならないヒステリシスがあらわれた。もしも平衡状態までに達する時間が十分に短ければ昇/降温時の 2 本のプロット曲線は重なった形で観測されるだろうから、今回の系でヒステリシスが観測されたということは、アンモニアの脱着に遅い反応が付随すること、すなわち、結晶格子の拡大や収縮がともなっていることを示している。
ヒステリシスは昇降のサイクルに数十時間かけるような条件でも起こったことなどから、上の式が平衡に達するために必要な時間は 100 ないし 1000 時間程度ではないかと見積もられた。この実験では、固-気平衡反応が平衡状態へ到達するまでの過程において、反応式の見かけによらず多くの要因が重なりときには非常に長い時間となることが示されている。